# Illusionisme
 Der er for få eller ingen kildehenvisninger i denne artikel, hvilket er et problem. Du kan hjælpe ved at angive troværdige kilder til de påstande, som fremføres i artiklen.

Illusionisme refererer til begreberne 'illusion' eller 'forestilling'. Betegnelsen bruges oftest til at beskrive en ikke-eksisterende virkelighed, der alligevel fremstår sandfærdig.
Ifølge Gyldendals Store Danske Encyklopædi kan begrebet også tillægges en filosofisk/eksistentialistisk betydning, og forklares således: "Illusionisme – den anskuelse, at virkeligheden kun er blændværk, at moralforestillinger kun beror på selvbedrag".

## Illusionisme som tryllekunst
Illusionisme kan også referere til, eller forstås som, en særlig form for trylleri eller kunstnerisk magi. Tryllekunstnere som har specialiseret sig i numre og tricks baseret på optisk bedrag, kaldes populært for illusionister, og genren anses som værende en af de vanskeligste trylleformer. Genren er desuden ofte forbundet med elementer af umiddelbar sikkerhedsrisiko for udøver og/eller publikum.
Internationalt er amerikaneren David Blaine iblandt de mest berømte og anerkendte illusionister. Blaine har bl.a. lavet tricks hvor han (tilsyneladende) svæver i luften uden nogen form for hjælpemidler, bliver levende begravet samt andre stærkt risikable undslippelsesnumre.
I Danmark er duoen Deutsch & Solberg førende inden for illusionistisk trylleri. I tv-programmet Talent 2010 fremførte de to tryllekunstnere i løbet af efteråret, 2010 en række ekstravagante og farlige illusionsnumre, som sikrede dem deltagelse hele vejen til showets finale.

## Eksterne links
http://davidblaine.com/
http://deutsch-solberg.com/ Arkiveret 18. april 2011 hos  Wayback Machine